# Olympische Sommerspiele 1924/Teilnehmer (Monaco)
| Gelbes Symbol für Goldmedaillen mit stilisierten Olympischen Ringen | Graues Symbol für Silbermedaillen mit stilisierten Olympischen Ringen | Braundes Symbol für Bronzemedaillen mit stilisierten Olympischen Ringen |
| ------------------------------------------------------------------- | --------------------------------------------------------------------- | ----------------------------------------------------------------------- |
| —                                                                   | —                                                                     | —                                                                       |

Monaco nahm an den Olympischen Sommerspielen 1924 in Paris, Frankreich, mit einer Delegation von 6 Sportlern (allesamt Männer) teil.

## Teilnehmer nach Sportarten

### Leichtathletik
- Gaston Médécin
Weitsprung: 22. Platz
Fünfkampf: 17. Platz
Zehnkampf: 20. Platz

### Schießen
- Victor Bonafède
Kleinkaliber, liegend: 31. Platz

- Herman Schultz
Kleinkaliber, liegend: 36. Platz

- Roger Abel
Kleinkaliber, liegend: 45. Platz

- Joseph Chiaubaut
Kleinkaliber, liegend: 59. Platz

### Segeln
- Émile Barral
16-Fuß-Jolle: DNF